# Batalla de Miñarica
La Batalla de Miñarica se libró el 18 de enero de 1835 en la llanura homónima, cerca de Ambato. Se enfrentaron el llamado ejército "Convencional" leal a Vicente Rocafuerte y el "Restaudador" de José Félix Valdivieso con la victoria de los primeros.

## Antecedentes
El 13 de mayo de 1830 el general Juan José Flores asumió el mando del gobierno del Estado de Ecuador pero a los tres años había una poderosa oposición política en Quito, donde le hostilizaban los miembros de la sociedad El Quiteño Libre, y en Guayaquil, donde estalló finalmente en 1834 una revolución al mando Pedro Mena que proclamó la Jefatura Suprema de Vicente Rocafuerte, iniciándose la llamada Revolución de los Chihuahuas.
Flores marchó con su disciplinado y experimentado ejército a Guayaquil y sin problemas tomo la ciudad forzando a Rocafuerte a refugiarse en la isla Puná donde fue traicionado y entregado por Mena que se sentía amenazado por el poder del dirigente político. Pero mientras Flores estaba de campaña en el sur estalló una revolución en Otavalo e Ibarra, pronto respaldada por los pueblos de la Sierra, que proclamó al antiguo Ministro Secretario de Estado de Flores, el doctor José Félix Valdivieso como Jefe Supremo, quien pronto se apoderó de Quito.
Para mantener el control del país Flores se alió a Rocafuerte y cuando el 10 de septiembre dejó como ordenaba la Constitución vigente el cargo de presidente, dio un autogolpe de Estado y proclamó la Jefatura Suprema de Rocafuerte, designación aprobada por la Asamblea popular de Guayaquil que había convocado el mismo.
En estas circunstancias Valdivieso convocó a una Convención que se reunió en Quito el 7 de enero de 1835 puso al general Isidoro Barriga al mando de su ejército para impedir el avance de Flores contra la capital ante la inminente guerra civil. Barriga marchó hacia la costa llegando hasta Babahoyo donde se produjo el encuentro con las tropas enemigas. Tras una serie de combates menores los convencionalistas se impusieron y los restauradores tuvieron que retroceder a la provincia de Chimborazo, momento en que Barriga pidió ser relevado del comando que fue ofrecido al gobernador de Pasto, general José María Obando, que lo rechazó, forzando de este modo a Barriga a permanecer en el mando.

## La batalla
Finalmente tras varios movimientos el enfrentamiento decisivo se libró en el lugar y el momento elegidos por Flores. 
El combate empezó cerca de las 16:00 horas. Los convensionalitas se situaron en una pequeña meseta desde donde dominaban todo el lugar ocultando a la mayoría de sus fuerzas tras los obstáculos naturales de la cima, dejando solo visible a su vanguardia. Cuando las primeras unidades de Barriga se lanzaron al ataque la vanguardia convencionalista retrocedió atrayendo al enemigo a una trampa, cuando los restaudadores los persiguieron quedaron al alcance de las tropas enemigas que los ametrallaron a merced desde sus posiciones ocultas y bien parapetadas.

## Consecuencias
Cuando los restaudadores empezaron a huir en desbandada derrotados, Flores lanzó a sus 200 jinetes en su persecución, masacrando al enemigo y capturando todo su parque, artillería, 800 fusiles, documentos y banderas. Se contaron más de 600 muertos y 300 prisioneros entre los vencidos, las de los victoriosos no llegaron al centenar.
Tras conocerse las noticias de la batalla, Valdivieso disolvió la Convención y escapó a Colombia. Rocafuerte tomó el poder en el país, pasando a gobernarlo por cuatro años, para ser sucedido luego por Flores, forzando además a pagar una indemnización por costes de guerra de $100.000 pesos de la época, a los pueblos de la Sierra.